# Profesionalen Futbolen Klub Botev Plovdiv
Il Profesionalen Futbolen Klub Botev Plovdiv (in bulgaro Професионален Футболен Клуб Ботев Пловдив), chiamato comunemente Botev Plovdiv, è una società calcistica bulgara con sede nella città di Plovdiv. Milita nella Părva liga, la massima serie del campionato bulgaro di calcio. È il club calcistico, ancora in attività, più antico del paese.
Conosciuto per molto tempo come Trakija Plovdiv (in bulgaro Тракия?), adotta come colori sociali il giallo e il nero. Nella sua storia ha conquistato due campionati, quattro coppe di Bulgaria ed una supercoppa, più una Coppa dei Balcani.

## Storia
Fondato nel 1912 adotta il nome Botev in onore di Hristo Botev, eroe nazionale bulgaro. Vince il primo campionato nel 1929.
Nel Dopoguerra viene retrocesso in B PFG al termine del campionato 1953, ma la lontananza dal massimo campionato dura un solo anno. Nel 1956 è già ad alti livelli, con il terzo posto in campionato e il raggiungimento della finale della Coppa di Bulgaria, dalla quale esce però sconfitto nel confronto con il Levski.
Il Botev conquista la sua prima coppa nazionale nel 1962, alla quale fa seguito la partecipazione alla Coppa delle Coppe 1962-1963. Qui elimina in successione i romeni della Steaua Bucarest e gli irlandesi dello Shamrock Rovers, prima di arrendersi ai quarti di finale agli spagnoli dell'Atletico Madrid. In quella stessa stagione il Botev ottiene un secondo posto in campionato, in più disputa la finale della coppa nazionale, ma è però sconfitto dallo Slavia Sofia. L'anno seguente lo Slavia sconfigge nuovamente il Botev nella finale di Coppa.
Nella stagione 1966-1967 il Botev vince il campionato per la seconda volta. Partecipa alla Coppa dei Campioni 1967-1968, manifestazione alla quale accede per la prima volta, ma viene eliminato al primo turno dai romeni del Rapid Bucurest.
Nel 1981 Georgi Slavkov vince la Scarpa d'oro, e la squadra vince la seconda coppa nazionale. Gli anni ottanta sono generalmente caratterizzati da buoni piazzamenti in campionato, e anche da una finale persa nella Coppa nel 1983-1984 contro il Levski, vincitore anche del campionato. A causa della vittoria del Levski anche del campionato, il Botev partecipa alla Coppa delle Coppe 1984-1985, ma il cammino si arresta negli ottavi contro un Bayern infarcito di campioni. In quella stessa stagione in campionato il Botev arriva terzo, ma si vede assegnare il titolo dalla Federazione: infatti il Levski e il CSKA, arrivate rispettivamente prima e seconda, si rendono protagoniste di una brutta rissa nella finale della Coppa nazionale. In un primo momento la Federazione scioglie le due squadre e assegna il titolo proprio al Botev, salvo poi ristabilire il verdetto del campo qualche anno più tardi, e dare quindi quel titolo al Levski. Questo però non impedisce al Botev di partecipare alla Coppa dei Campioni 1985-1986 da campione in carica.
Nella prima parte degli anni novanta la squadra ottiene dei piazzamenti da Coppa UEFA, mentre qualche anno dopo, al termine della stagione 2000-2001 il Botev viene retrocesso in B PFG, stessa sorte capitata nel 2003-2004. In entrambi i casi la permanenza al secondo livello dura solo una stagione, ma la seconda metà degli anni duemila è caratterizzata da piazzamenti nella parte bassa della classifica.
La società retrocede nuovamente al termine del campionato 2009-2010. Il 30 giugno 2010 viene dichiarato il fallimento del club. Al momento del fallimento, nel club giocavano otto calciatori italiani, la più nutrita colonia italiana in Bulgaria, con allenatore Enrico Piccioni.
Rifondato, il Botev riparte dalla terza divisione nel 2010-2011, e vince subito il campionato stracciando la concorrenza con 37 vittorie e 1 pari in 38 giornate, frutto di 127 reti fatte (miglior attacco) e sole 15 subite (miglior difesa). La stagione successiva viene così promossa in B PFG, ed ottiene la promozione ai play-off nella massima divisione nazionale. Dalla stagione 2012-2013 milita in A PFG, la massima serie bulgara, ottenendo vari 4º posto più volte e partecipando alle qualificazioni ai gironi della UEFA Europa League, senza mai avere grandi successi. Nell’Europa League 2017-18, il club bulgaro elimina facilmente Partizani Tirana e Beitar Gerusalemme, prima di venire battuto dal Marítimo.
Il 2 maggio 2024 viene inserito nel Club of Pioneers, associazione che raccoglie i club più antichi per ogni federazione.

## Cronologia dei nomi
- 1912 - 1946 : Botev
- 1947 - 1951 : DNV
- 1952 - 1957 : DNA
- 1957 : SKNA
- 1957 - 1968 : Botev
- 1968 - 1989 : Trakija
- 1989 - presente : Botev

## Statistiche e record

### Statistiche nelle competizioni UEFA
Tabella aggiornata alla fine della stagione 2024-2025.
| Competizione                             | Partecipazioni | G  | V  | N  | P  | RF | RS |
| ---------------------------------------- | -------------- | -- | -- | -- | -- | -- | -- |
| Coppa dei Campioni/UEFA Champions League | 2              | 4  | 1  | 0  | 3  | 5  | 8  |
| Coppa delle Coppe                        | 3              | 12 | 6  | 2  | 4  | 23 | 18 |
| Coppa UEFA/UEFA Europa League            | 10             | 34 | 11 | 11 | 10 | 53 | 39 |
| UEFA Conference League                   | 1              | 2  | 0  | 1  | 1  | 0  | 2  |
| Coppa Intertoto                          | 2              | 10 | 3  | 1  | 6  | 19 | 17 |
| Coppa delle Fiere                        | 2              | 4  | 1  | 0  | 3  | 4  | 9  |

## Palmarès

### Competizioni nazionali
- Campionato bulgaro: 2

1929, 1966-1967
- Coppa di Bulgaria: 4

1962, 1981, 2016-2017, 2023-2024
- Supercoppa di Bulgaria: 1

2017
- Vtora profesionalna futbolna liga: 1

1954
- Terza Lega: 1

2010-2011

### Competizioni internazionali
- Coppa dei Balcani: 1

1972

### Altri piazzamenti
- Campionato bulgaro:

Secondo posto: 1962-1963, 1985-1986
Terzo posto: 1956, 1960-1961, 1980-1981, 1982-1983, 1984-1985, 1986-1987, 1987-1988, 1992-1993, 1993-1994, 1994-1995, 2021-2022
Semifinalista: 1930, 1937, 1943
- Coppa di Bulgaria:

Finalista: 1947, 1956, 1963, 1964, 1973, 1983-1984, 1990-1991, 1992-1993, 1994-1995, 2013-2014, 2018-2019
Semifinalista: 1952, 1955, 1968-1969, 1984-1985, 1988-1989, 1991-1992, 2007-2008, 2017-2018, 2019-2020
- Supercoppa di Bulgaria:

Finalista: 2014, 2024
- Vtora profesionalna futbolna liga:

Secondo posto: 2004-2005, 2011-2012
Terzo posto: 2001-2002
- Coppa dei Balcani:

Finalista: 1980-1981
- Coppa Intertoto Ernst Thommen:

Semifinalista: 1980

## Organico

### Rosa 2025-2026
Aggiornata al 17 agosto 2025.
| N. |                               | Ruolo | Calciatore        |
| -- | ----------------------------- | ----- | ----------------- |
| 2  | Israele (bandiera)            | D     | Roy Herman        |
| 4  | Nigeria (bandiera)            | A     | Ehije Ukaki       |
| 5  | Macedonia del Nord (bandiera) | D     | Mario Mladenovski |
| 6  | Paesi Bassi (bandiera)        | C     | Dylan Mertens     |
| 7  | Francia (bandiera)            | A     | Mohamed Brahimi   |
| 8  | Bulgaria (bandiera)           | C     | Todor Nedelev     |
| 9  | Croazia (bandiera)            | A     | Martin Sekulić    |
| 10 | Ghana (bandiera)              | C     | Emmanuel Toku     |
| 11 | Francia (bandiera)            | A     | Antoine Baroan    |
| 13 | Austria (bandiera)            | P     | Hidajet Hankič    |
| 14 | Bulgaria (bandiera)           | C     | Biser Bonev       |
| 15 | Camerun (bandiera)            | D     | James Eto'o       |
| 16 | Nigeria (bandiera)            | C     | Samuel Akere      |
| 17 | Bulgaria (bandiera)           | A     | Nikolaj Minkov    |
| 18 | Francia (bandiera)            | D     | Samuel Souprayen  |
| 19 | Guinea (bandiera)             | A     | Momo Fanyé Touré  |

| N. |                        | Ruolo | Calciatore               |
| -- | ---------------------- | ----- | ------------------------ |
| 21 | Nigeria (bandiera)     | C     | Tochukwu Nnadi           |
| 22 | Francia (bandiera)     | C     | Réda Rabeï               |
| 23 | Bulgaria (bandiera)    | C     | Dimităr Tonev            |
| 24 | Paesi Bassi (bandiera) | D     | Jasper van Heertum       |
| 25 | Bulgaria (bandiera)    | D     | Stanislav Rabotov        |
| 27 | Bulgaria (bandiera)    | D     | Atanas Černev            |
| 28 | Paesi Bassi (bandiera) | A     | Elvis Manu               |
| 31 | Nigeria (bandiera)     | A     | Umeh Emmanuel            |
| 33 | Bulgaria (bandiera)    | P     | Georgi Argilaški         |
| 38 | Grecia (bandiera)      | C     | Konstantinos Balogiannis |
| 40 | Nigeria (bandiera)     | A     | Christian Nwachukwu      |
| 44 | Croazia (bandiera)     | D     | Roberto Punčec           |
| 52 | Paesi Bassi (bandiera) | D     | Jamal Amofa              |
| 84 | Bulgaria (bandiera)    | P     | Hristijan Slavkov        |
|    | Spagna (bandiera)      | C     | Antonio Perera           |

### Rosa 2024-2025
Aggiornata al 20 febbraio 2025.
| N. |                               | Ruolo | Calciatore        |
| -- | ----------------------------- | ----- | ----------------- |
| 2  | Israele (bandiera)            | D     | Roy Herman        |
| 4  | Nigeria (bandiera)            | A     | Ehije Ukaki       |
| 5  | Macedonia del Nord (bandiera) | D     | Mario Mladenovski |
| 6  | Paesi Bassi (bandiera)        | C     | Dylan Mertens     |
| 7  | Francia (bandiera)            | A     | Mohamed Brahimi   |
| 8  | Bulgaria (bandiera)           | C     | Todor Nedelev     |
| 9  | Croazia (bandiera)            | A     | Martin Sekulić    |
| 10 | Ghana (bandiera)              | C     | Emmanuel Toku     |
| 11 | Francia (bandiera)            | A     | Antoine Baroan    |
| 13 | Austria (bandiera)            | P     | Hidajet Hankič    |
| 14 | Bulgaria (bandiera)           | C     | Biser Bonev       |
| 15 | Camerun (bandiera)            | D     | James Eto'o       |
| 16 | Nigeria (bandiera)            | C     | Samuel Akere      |
| 17 | Bulgaria (bandiera)           | A     | Nikolaj Minkov    |
| 18 | Francia (bandiera)            | D     | Samuel Souprayen  |
| 19 | Guinea (bandiera)             | A     | Momo Fanyé Touré  |

| N. |                        | Ruolo | Calciatore               |
| -- | ---------------------- | ----- | ------------------------ |
| 21 | Nigeria (bandiera)     | C     | Tochukwu Nnadi           |
| 22 | Francia (bandiera)     | C     | Réda Rabeï               |
| 23 | Bulgaria (bandiera)    | C     | Dimităr Tonev            |
| 24 | Paesi Bassi (bandiera) | D     | Jasper van Heertum       |
| 25 | Bulgaria (bandiera)    | D     | Stanislav Rabotov        |
| 27 | Bulgaria (bandiera)    | D     | Atanas Černev            |
| 28 | Paesi Bassi (bandiera) | A     | Elvis Manu               |
| 31 | Nigeria (bandiera)     | A     | Umeh Emmanuel            |
| 33 | Bulgaria (bandiera)    | P     | Georgi Argilaški         |
| 38 | Grecia (bandiera)      | C     | Konstantinos Balogiannis |
| 40 | Nigeria (bandiera)     | A     | Christian Nwachukwu      |
| 44 | Croazia (bandiera)     | D     | Roberto Punčec           |
| 52 | Paesi Bassi (bandiera) | D     | Jamal Amofa              |
| 84 | Bulgaria (bandiera)    | P     | Hristijan Slavkov        |
|    | Spagna (bandiera)      | C     | Antonio Perera           |

### Rosa 2023-2024
Aggiornata al 14 ottobre 2023.
| N. |                               | Ruolo | Calciatore        |
| -- | ----------------------------- | ----- | ----------------- |
| 2  | Israele (bandiera)            | D     | Roy Herman        |
| 4  | Bulgaria (bandiera)           | D     | Viktor Genev      |
| 5  | Macedonia del Nord (bandiera) | D     | Mario Mladenovski |
| 6  | Paesi Bassi (bandiera)        | C     | Dylan Mertens     |
| 7  | Francia (bandiera)            | A     | Mohamed Brahimi   |
| 8  | Bulgaria (bandiera)           | C     | Todor Nedelev     |
| 9  | Croazia (bandiera)            | A     | Martin Sekulić    |
| 10 | Ghana (bandiera)              | C     | Emmanuel Toku     |
| 11 | Francia (bandiera)            | A     | Antoine Baroan    |
| 13 | Austria (bandiera)            | P     | Hidajet Hankič    |
| 14 | Bulgaria (bandiera)           | C     | Biser Bonev       |
| 15 | Camerun (bandiera)            | D     | James Eto'o       |
| 16 | Nigeria (bandiera)            | C     | Samuel Akere      |
| 17 | Bulgaria (bandiera)           | A     | Nikolaj Minkov    |
| 18 | Francia (bandiera)            | D     | Samuel Souprayen  |

| N. |                        | Ruolo | Calciatore               |
| -- | ---------------------- | ----- | ------------------------ |
| 19 | Guinea (bandiera)      | A     | Momo Fanyé Touré         |
| 21 | Nigeria (bandiera)     | C     | Tochukwu Nnadi           |
| 22 | Francia (bandiera)     | C     | Réda Rabeï               |
| 23 | Bulgaria (bandiera)    | C     | Dimităr Tonev            |
| 24 | Paesi Bassi (bandiera) | D     | Jasper van Heertum       |
| 25 | Bulgaria (bandiera)    | D     | Stanislav Rabotov        |
| 27 | Bulgaria (bandiera)    | D     | Atanas Černev            |
| 28 | Paesi Bassi (bandiera) | A     | Elvis Manu               |
| 31 | Nigeria (bandiera)     | A     | Umeh Emmanuel            |
| 33 | Bulgaria (bandiera)    | P     | Georgi Argilaški         |
| 38 | Grecia (bandiera)      | C     | Konstantinos Balogiannis |
| 40 | Nigeria (bandiera)     | A     | Christian Nwachukwu      |
| 44 | Croazia (bandiera)     | D     | Roberto Punčec           |
| 84 | Bulgaria (bandiera)    | P     | Hristijan Slavkov        |
|    | Spagna (bandiera)      | C     | Antonio Perera           |

### Rosa 2022-2023
Aggiornata al 22 agosto 2022.
| N. |                               | Ruolo | Calciatore        |
| -- | ----------------------------- | ----- | ----------------- |
| 2  | Israele (bandiera)            | D     | Roy Herman        |
| 4  | Bulgaria (bandiera)           | D     | Viktor Genev      |
| 5  | Macedonia del Nord (bandiera) | D     | Mario Mladenovski |
| 6  | Paesi Bassi (bandiera)        | C     | Dylan Mertens     |
| 7  | Francia (bandiera)            | A     | Mohamed Brahimi   |
| 8  | Bulgaria (bandiera)           | C     | Todor Nedelev     |
| 9  | Croazia (bandiera)            | A     | Martin Sekulić    |
| 10 | Ghana (bandiera)              | C     | Emmanuel Toku     |
| 11 | Francia (bandiera)            | A     | Antoine Baroan    |
| 13 | Austria (bandiera)            | P     | Hidajet Hankič    |
| 14 | Bulgaria (bandiera)           | C     | Biser Bonev       |
| 15 | Camerun (bandiera)            | D     | James Eto'o       |
| 16 | Nigeria (bandiera)            | C     | Samuel Akere      |
| 17 | Bulgaria (bandiera)           | A     | Nikolaj Minkov    |

| N. |                        | Ruolo | Calciatore         |
| -- | ---------------------- | ----- | ------------------ |
| 18 | Francia (bandiera)     | D     | Samuel Souprayen   |
| 19 | Guinea (bandiera)      | A     | Momo Fanyé Touré   |
| 21 | Nigeria (bandiera)     | C     | Tochukwu Nnadi     |
| 22 | Francia (bandiera)     | C     | Réda Rabeï         |
| 23 | Bulgaria (bandiera)    | C     | Dimităr Tonev      |
| 24 | Paesi Bassi (bandiera) | D     | Jasper van Heertum |
| 25 | Bulgaria (bandiera)    | D     | Stanislav Rabotov  |
| 27 | Bulgaria (bandiera)    | D     | Atanas Černev      |
| 28 | Paesi Bassi (bandiera) | A     | Elvis Manu         |
| 31 | Nigeria (bandiera)     | A     | Umeh Emmanuel      |
| 33 | Bulgaria (bandiera)    | P     | Georgi Argilaški   |
| 44 | Croazia (bandiera)     | D     | Roberto Punčec     |
| 84 | Bulgaria (bandiera)    | P     | Hristijan Slavkov  |
|    | Spagna (bandiera)      | C     | Antonio Perera     |

### Rosa 2021-2022
| N. |                        | Ruolo | Calciatore       |
| -- | ---------------------- | ----- | ---------------- |
| 3  | Guinea (bandiera)      | D     | Pa Konate        |
| 4  | Bulgaria (bandiera)    | D     | Viktor Genev     |
| 6  | Paesi Bassi (bandiera) | C     | Dylan Mertens    |
| 8  | Bulgaria (bandiera)    | C     | Todor Nedelev    |
| 9  | Francia (bandiera)     | A     | Mohamed Brahimi  |
| 10 | Ghana (bandiera)       | C     | Emmanuel Toku    |
| 11 | Francia (bandiera)     | A     | Antoine Baroan   |
| 13 | Austria (bandiera)     | P     | Hidajet Hankič   |
| 15 | Camerun (bandiera)     | C     | James Eto'o      |
| 17 | Bulgaria (bandiera)    | A     | Nikolaj Minkov   |
| 18 | Francia (bandiera)     | D     | Samuel Souprayen |
| 19 | Guinea (bandiera)      | A     | Momo Fanyé Touré |

| N. |                     | Ruolo | Calciatore        |
| -- | ------------------- | ----- | ----------------- |
| 20 | Bulgaria (bandiera) | C     | Lăčezar Baltanov  |
| 21 | Nigeria (bandiera)  | C     | Tochukwu Nnadi    |
| 22 | Francia (bandiera)  | C     | Réda Rabeï        |
| 23 | Bulgaria (bandiera) | C     | Dimităr Tonev     |
| 24 | Croazia (bandiera)  | D     | Roberto Punčec    |
| 25 | Bulgaria (bandiera) | D     | Stanislav Rabotov |
| 26 | Svezia (bandiera)   | A     | Jack Lahne        |
| 27 | Bulgaria (bandiera) | D     | Atanas Černev     |
| 28 | Bulgaria (bandiera) | D     | Filip Filipov     |
| 33 | Bulgaria (bandiera) | P     | Georgi Argilaški  |
| 84 | Bulgaria (bandiera) | P     | Hristijan Slavkov |
|    | Nigeria (bandiera)  | C     | Samuel Akere      |

### Rosa 2020-2021
| N. |                     | Ruolo | Calciatore       |
| -- | ------------------- | ----- | ---------------- |
| 1  | Bulgaria (bandiera) | P     | Janko Georgiev   |
| 2  | Brasile (bandiera)  | D     | Johnathan        |
| 6  | Bulgaria (bandiera) | D     | Kostadin Ničev   |
| 7  | Bulgaria (bandiera) | A     | Aleksandăr Tonev |
| 8  | Bulgaria (bandiera) | A     | Todor Nedelev    |
| 9  | Bulgaria (bandiera) | A     | Atanas Iliev     |
| 10 | Bulgaria (bandiera) | C     | Antonio Vutov    |
| 11 | Bulgaria (bandiera) | D     | Ivan Bandalovski |
| 14 | Bulgaria (bandiera) | C     | Stanislav Šopov  |
| 15 | Bulgaria (bandiera) | A     | Ivo Kazakov      |
| 16 | Bulgaria (bandiera) | C     | Petăr Itov       |
| 17 | Bulgaria (bandiera) | C     | Lăčezar Baltanov |
| 18 | Bulgaria (bandiera) | D     | Radoslav Terziev |
| 19 | Bulgaria (bandiera) | C     | Blagovest Dančev |
| 20 | Colombia (bandiera) | A     | Fáider Burbano   |

| N. |                               | Ruolo | Calciatore         |
| -- | ----------------------------- | ----- | ------------------ |
| 23 | Bulgaria (bandiera)           | C     | Dimităr Tonev      |
| 24 | Bulgaria (bandiera)           | D     | Lazar Marin        |
| 25 | Bulgaria (bandiera)           | D     | Stanislav Rabotov  |
| 26 | Bulgaria (bandiera)           | C     | Atanas Stoimenov   |
| 28 | Bulgaria (bandiera)           | D     | Filip Filipov      |
| 33 | Bulgaria (bandiera)           | P     | Georgi Argilaški   |
| 39 | Bulgaria (bandiera)           | A     | Stefan Popov       |
| 44 | Bulgaria (bandiera)           | D     | Viktor Genev       |
|    | Francia (bandiera)            | C     | Michel Espinosa    |
|    | Bulgaria (bandiera)           | C     | Slavčo Šokolarov   |
|    | Macedonia del Nord (bandiera) | D     | Mite Cikarski      |
|    | Brasile (bandiera)            | D     | Marquinhos Pedroso |
|    | Bulgaria (bandiera)           | D     | Atanas Černev      |
|    | Bulgaria (bandiera)           | A     | Kristian Dobrev    |
|    | Bulgaria (bandiera)           | P     | Stelian Angelov    |
|    | Italia (bandiera)             | P     | Nino Gugliotta     |

## Statistiche
Tra il 3 marzo e il 19 maggio 2001 colleziona 12 sconfitte consecutive nella massima serie bulgara, record infranto nel 2010, quando la squadra perde gli ultimi 15 incontri di campionato a tavolino per fallimento, allungando la striscia di incontri senza una vittoria a 20 (dal 7 novembre 2009 al 16 maggio 2010).
Rifondato, dal 15 agosto 2010 al primo ottobre 2011 il Botev coglie 46 risultati utili consecutivi (40 vittorie e 6 pareggi) tra la terza e la seconda divisione bulgara.